# Ottjärn (naturreservat)
Ottjärn är ett naturreservat i Nordmalings kommun i Västerbottens län.
Området är naturskyddat sedan 2014 och är 22 hektar stort. Reservatet omfattar Ottjärnebergets branta norrsluttning mot Ottjärnbäcken. Reservatets skog är grandominerad med inslag av lövträd och tallar med mer lövskog omkring bäcken.